# تشالو (عشر ستاق)
تشالو (بالفارسية: چالو) هي قرية تقع في إيران في قسم عشر ستاق الريفي. يقدر عدد سكانها بـ 64 نسمة بحسب إحصاء 2016.